# Julebodaån
Julebodaån är ett vattendrag i östra Skåne.  och, innan den flyter ut i Hanöbukten vid Juleboda.

## Beskrivning
Julebodaån omges till stor del av betesmarker och ädellövskog. Stor fallhöjd och skuggan från skogen gör att ån blir lämplig bioptop för sällsynta vattenlevande smådjur, Ån har ett större bestånd av havsvandrande öring. Omlandet är glesbefolkat med Maglehem och Hörröd som de mindre orter som finns inom området. Julebodaån rinner upp på Linderödsåsen nära Agusa och heter först Agusabäcken. Agusabäcken flyter samman med Hörrödsån nära Hörröd och bildar Julebodaån som mynnar i havet vid Juleboda. Sista delen av ån går över Ravlundafältet.Nära mynningen passerar ån  Blåherremölla. Åarna Hörrödsån och Agusabäcken har kanaliserats och sänkts. Skyddszonen som omger åarna används mest som betesmark med erosion av kanternas som ett resultat. Den totala längden för åm är 20 kilometer och fallhöjden 160 meter. Avrinningsområdet har en yta av 47 kvadratkilometer och årsmedelflödet är cirka 0,3 kubikmeter i sekunden.

### Biologi
Julebodaån är det enda vattendraget i Österlens vattenråds område som har god ekologisk status enligt EU:s ramdirektiv för vatten.
I Julebodaån finns bottenlevande djur med stor känslighet för föroreningar. Nattsländerna Ecclisopteryx dalecarlica, Odontocerum albicorne och en bäcksländan Capnopis schilleri är  några ater som kan nämnas. Åns kalla strömmande vatten och de rena bottnarna gynnar flera olika fiskarter som nejonöga, ål och stensimpa. Julebodaån år också en viktig biotop för havsvandrande och stationär öring.
Bland fåglarna kan forsärla och strömstare nämnas. Båda kräver strömmande vatten och har höga krav på miljön. Strömstaren finns i området under vintertid och enstaka par har häckat vid ån  milda vintrar. Forsärlan häckar ofta vid gamla kvarnar och stenbroar. I åns avrinningsområde häckar också kungsfiskare, lärkfalk, skogsduva, nattskärra, göktyta, gröngöling, mindre hackspett, trädlärka, fältpiplärka, dubbeltrast, gransångare (sydliga rasen), stjärtmes, entita, sommargylling, törnskata, nötkråka och stenknäck. 
I åns avrinningsområdet finns amfibierna långbensgroda och strandpadda.

### Vattenflöde och temperaur
I samarbete Kristianstads kommun, har Österlens vattenråd installerat automatisk flödesmätning i Julebodaån nära Maglehem. Där mäts flöde, vattentemperatur och vattennivå en gång i timmen.
Vattentemperaturen i ån är förhållandevis låg hela året, vilket är ett resultat av att grundvatten är en större dela av flödet. Under torka sommartid kan bevattningsuttag från ån hota djurlivet i ån. Flödet påverkas och blir lågt längs vissa sträckan.

### Landskapsbild
Julebodaån rinner genom båda naturreservaten Drakamöllans och Kumlan.Vid Drakamöllan breder sandstäppen ut sig. Namnet Drakamöllan kommer från en mjölnare som hette Drake. Han drev en av de små kvarnar som har funnits vid Julebodaån. I reservatet finns ruiner efter några  kvarnar. Närmare mynningen vid Olseröd och Maglehem varierar landskapet mellan betesmarker, åkrar, sandiga områden och lövskog. Blåherremölla har en mindre ravin med unikt växt- och djur. Ravlunda skjutfält är en gräshed som har en varierad flora.

### Kemisk påverkan
I åns avrinningsområde finns bara några få källor som kan påverka vattenkvaliteten i ån. Vid ökad näringsbelastning från omgivande marker kan ån sällsynta bottenfaunan skadas. Problem i sammanhanget är ett reningsverk, erosion av åns kanter vid betesdrift och ovarsam skötsel av skogs- och jordbruksmark. Inom avrinningsområdet finns flera dikningsföretag med öppna diken och täckdiken.